# Magicka
Magicka è un videogioco d'azione-avventura basato sulla mitologia norrena e sviluppato dalla software house indipendente Arrowhead Game Studios. È stato distribuito digitalmente da Steam per Microsoft Windows il 25 gennaio 2011. Il gioco è stato sviluppato da otto studenti della Luleå University of Technology di Skellefteå, in Svezia ed ha venduto oltre 200 000 copie nei primi 17 giorni nei negozi.
In Magicka, i giocatori possono controllare sino a quattro maghi di un ordine sacro e devono combattere contro un malvagio stregone e le sue creature. Oltre a trarre ispirazione dalla mitologia norrena, il videogioco prende elementi da altri videogiochi fantasy come  Warhammer e Diablo, e fa grande utilizzo di umorismo autoreferenziale. Sono state pubblicate numerose espansioni del videogioco, che permettono di esplorare la guerra in Vietnam o l'universo di Cthulhu.